# Centro Sambil
Centro Sambil es una cadena de centros comerciales  con sedes en Venezuela, República Dominicana, Curazao y España; creada por el empresario e ingeniero venezolano Salomón Cohen Levy y construida por su empresa de desarrollos inmobiliarios Constructora Sambil, siendo el primero de la cadena, la sede de Chacao, Caracas abierta en 1998, e inaugurándose posteriormente uno en cada una de las siguientes ciudades: Valencia, Margarita, Maracaibo, San Cristóbal, Barquisimeto, Punto Fijo, Santo Domingo (República Dominicana), Willemstad (Curazao), Madrid (España) y Parroquia La Candelaria en Caracas, Venezuela.

## Historia
Constructora Sambil, C.A. fue fundada en 1958, por Salomón Cohen Levy, quien comenzó a trabajar para el sector gubernamental desde entonces hasta 1963, luego de manera privada, construyendo obras para terceros y, a partir de 1965, lo hacen de manera propia.
Actualmente, la compañía es capaz de desarrollar varios proyectos de gran magnitud al mismo tiempo, desde su inicio y planificación que comienza con la adquisición del terreno, elaboración del proyecto, construcción, venta y financiamiento, hasta su entrega definitiva, incluyendo la decoración interior.

## Características
Todos los centros Sambil cuentan con infraestructura de gran tamaño y con tiendas que van desde tiendas por departamentos de productos de consumo masivo hasta tiendas de productos exclusivos. Todos los centros tienen feria de comida y salas de cines pertenecientes a la cadena de Cines Unidos y Cinex, después de la creación del Sambil surgieron otros centros comerciales, como el Centro San Ignacio, Centro Comercial El Recreo y El Tolón Fashion Mall, que buscaron imitar su estela de éxito, si bien con anterioridad en Venezuela existían centro comerciales importantes como el Centro Comercial Ciudad Tamanaco (CCCT) y La Cascada.
Las franquicias que suelen encontrarse en sus centros destacan: McDonald's, Wendy's, Tecni-Ciencias Libros, Planeta Sports y Tiendas Graffiti. La sede caraqueña ubicada en Chacao, en el este de la ciudad, es el tercer centro comercial más grande de Venezuela, superado por Parque Costazul en la Isla de Margarita (84 000 m² de área vendible) y Parque Los Aviadores en Maracay (100 000 m² de área vendible), ambos de la empresa neoespartana Grupo Sigo S. A. y uno de los mayores en América Latina con un tamaño de 250 000 m² (72 000 m² entre área neta vendible y para alquiler) con 469 locales y 430 tiendas.
Sambil Caracas posee cinco plazas: Central, Jardín, La Música, El Arte y La Fuente, y cuatro niveles de estacionamiento con capacidad para 4 000 automóviles. 
La afluencia de visitantes a los Sambil es grande y le han dado en poco tiempo popularidad como marca sólida en el país, creando franquicias afines como el concurso de belleza Sambil Model y la Revista Sambil.

## Centros Comerciales

### Centro Sambil Caracas
El Centro Sambil Caracas fue inaugurado el 28 de mayo de 1998 y cuenta con una extensión de 250.000 metros cuadrados de construcción (72.000 metros cuadrados entre área neta vendible y para alquiler), cinco niveles comerciales (Autopista, Acuario, Libertador, Feria y Diversión) con 469 locales y 430 tiendas, cinco plazas (Central, Jardín, La Música, El Arte y La Fuente), 10 salas de cine repartidas en: Nivel Fería (4 salas de cine de Cinex) y Nivel Autopista (6 salas de cine de Cines Unidos) y cuatro niveles de estacionamiento, con capacidad para 4.000 automóviles. El proyecto recibió ese mismo año el Premio Construcción otorgado por la Cámara Venezolana de la Construcción.
Está ubicado en el Municipio Chacao, entre la Avenida Libertador y la Autopista Francisco Fajardo, con entradas directas entre ambas vías, y muy cerca de la Estación Chacao del Metro de Caracas y también queda un poco cerca del Centro Ciudad Comercial Tamanaco

### Centro Sambil Valencia

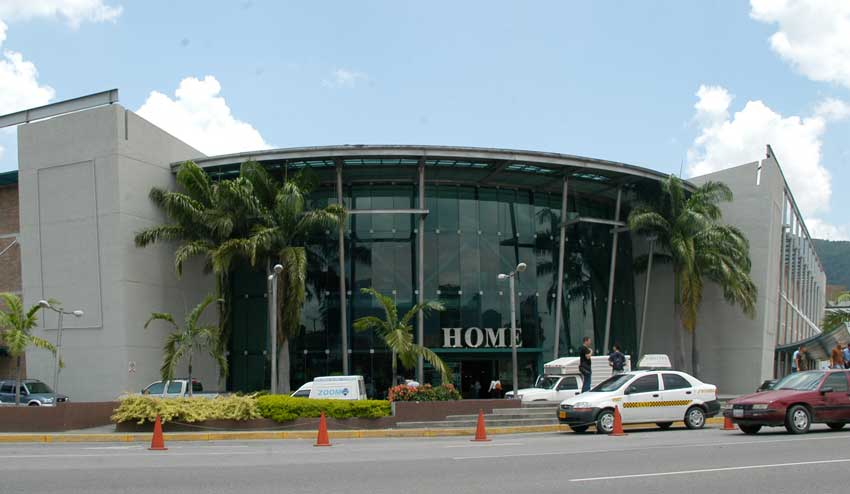
Fachada exterior del Centro Sambil Valencia.

El Centro Sambil Valencia fue inaugurado el 1 de noviembre de 2000. En él funciona el Museo Salón de la Fama del Béisbol. Esta instalación de aproximadamente 1700 metros cuadrados. Está ubicado en la Urbanización Mañongo, Municipio Naguanagua de Valencia, Estado Carabobo.
Posee 4 entradas temáticas relacionadas con un estadio de béisbol: Home, Primera base, Segunda base y Tercera base.

### Centro Sambil Margarita

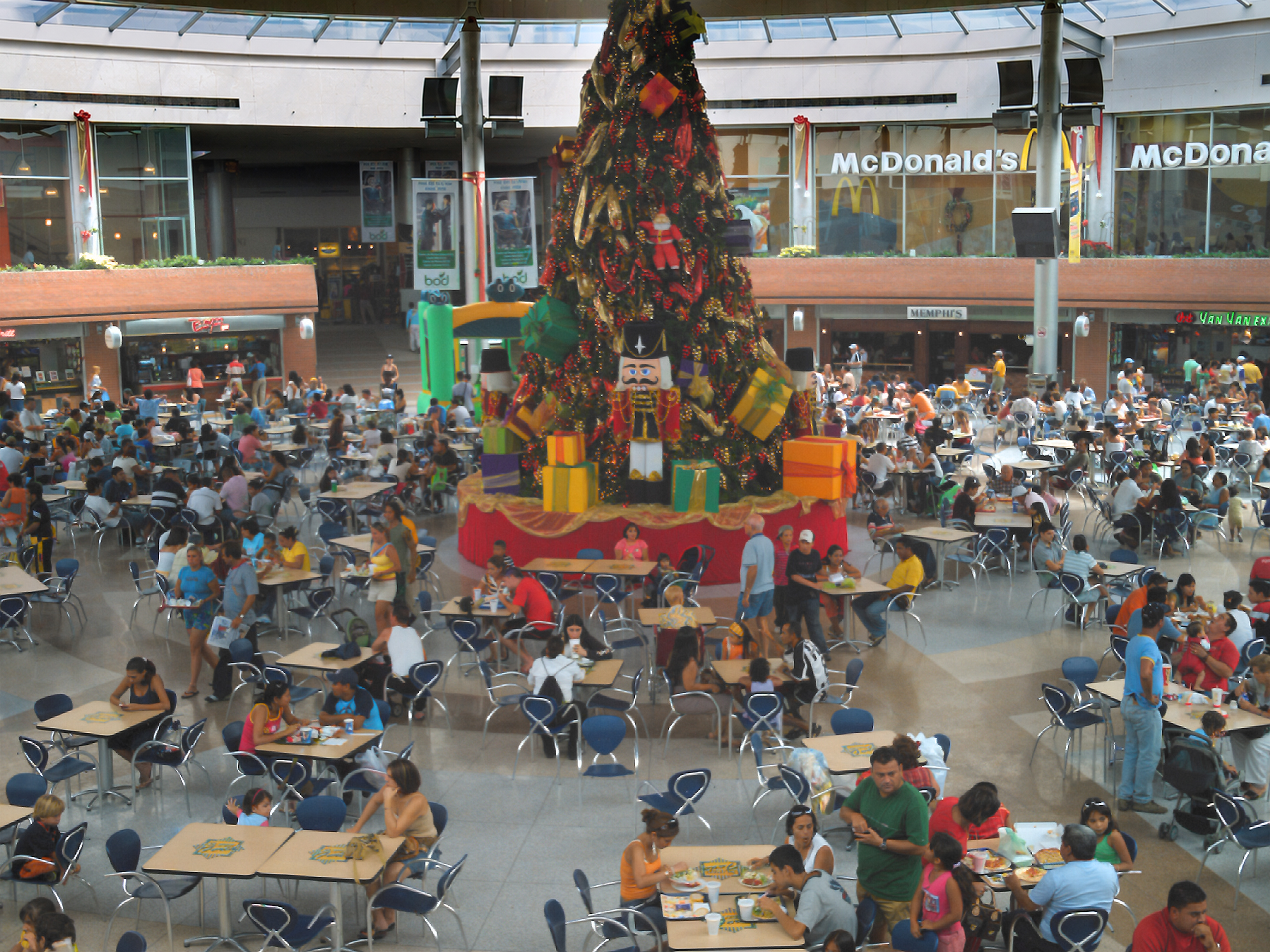
Feria de Comida del Centro Sambil en Margarita, Nueva Esparta.

Inaugurado el 28 de mayo de 2001, el Centro Sambil Margarita se encuentra ubicado en la Avenida Jóvito Villalba, Pampatar, del Municipio Maneiro, Estado Nueva Esparta. El área de construcción es de 65.426 aproximadamente entre el proyecto original del mall y la ampliación posterior realizada en 2006. En la actualidad, se construye un Hotel integrado al mall con 135 habitaciones y con un área de construcción de 12.090 m². La arquitectura de Sambil Margarita se basa en el concepto de "margarita" donde los volúmenes comerciales se desarrollan a manera de "pétalos" alrededor del espacio central de feria de comida donde la churuata conforma el centro de la "Margarita".
Se caracteriza por tener en sus entradas los nombres de las playas más famosas de la isla (El Agua, Parguito, El Yaque, Guacuco, La Restinga).

### Centro Sambil Maracaibo

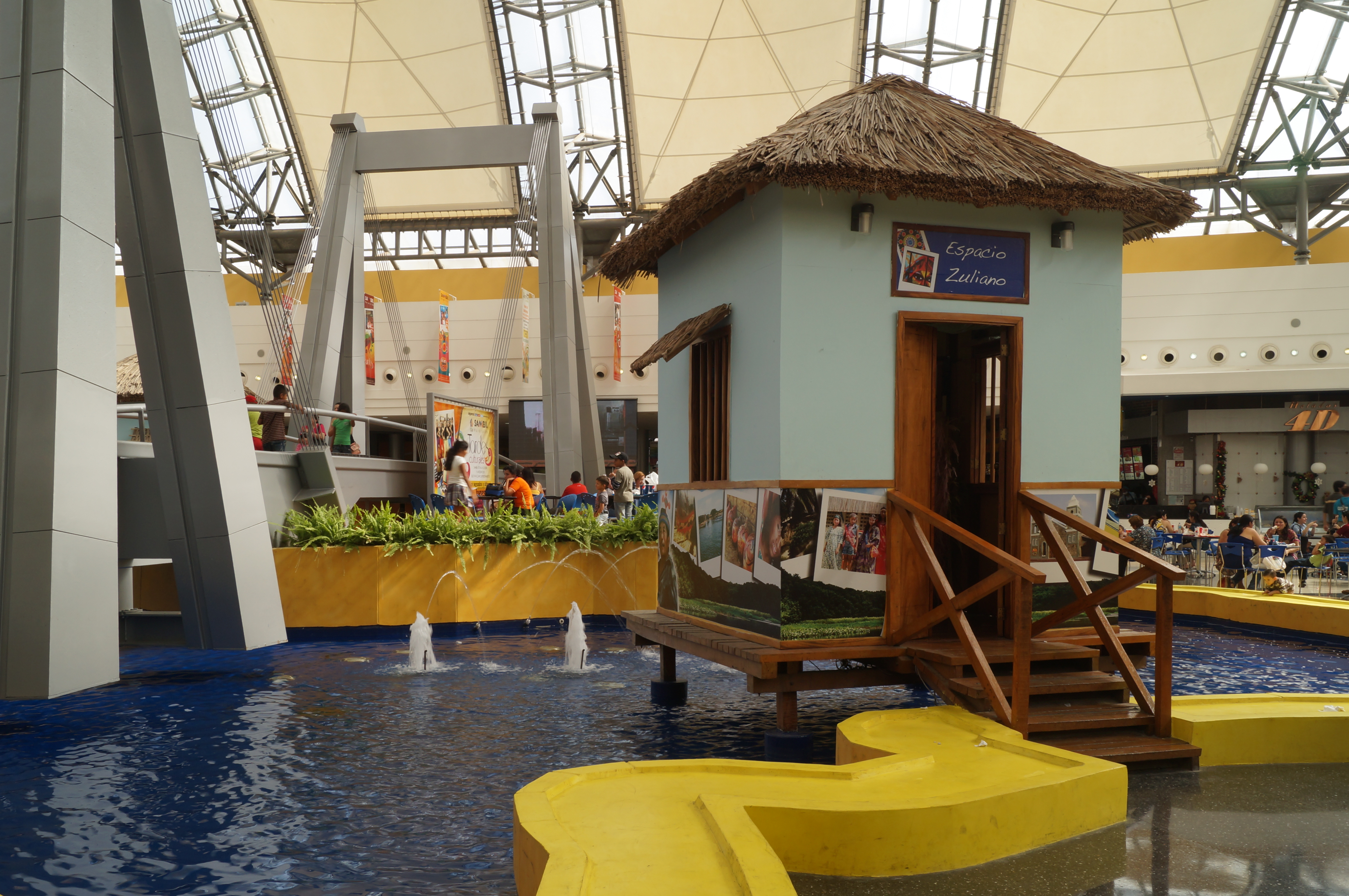
Espacio Zuliano en el Centro Sambil Maracaibo.

El Centro Sambil Maracaibo es un importante centro comercial ubicado en la Av. Guajira en la Zona Industrial Norte de la ciudad de Maracaibo, Estado Zulia, fue inaugurado el 28 de octubre de 2004. Es el centro comercial más grande de la capital zuliana.

### Centro Sambil San Cristóbal

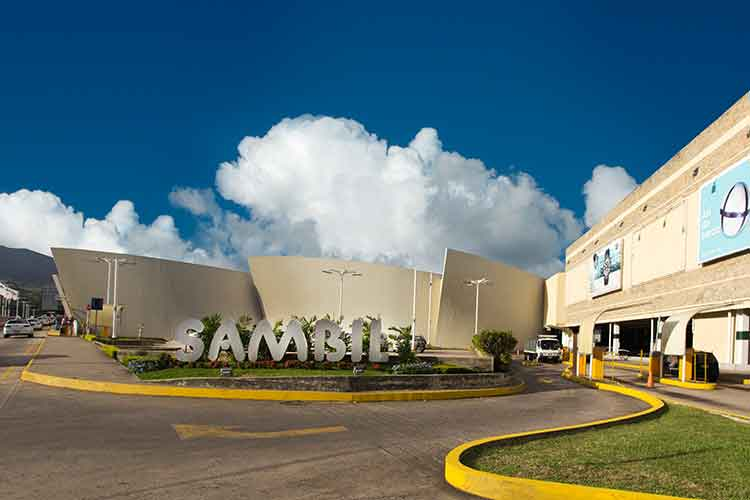
Fachada exterior del Centro Sambil San Cristóbal.

El Centro Sambil San Cristóbal es un centro comercial ubicado entre la Autopista Antonio José de Sucre y la Avenida Libertador en el Municipio San Cristóbal, en el Estado Táchira y es considerado el centro de compras, servicios y entretenimiento más grande de los Andes venezolanos y por consiguiente el más visitado de la región, fue inaugurado el 15 de noviembre de 2006. Dispone de 1,000 puestos de estacionamiento y una gran variedad de opciones gastronomías reunidas en una extensa Zona Gourmet.

### Centro Sambil La Candelaria
Un segundo centro comercial en la ciudad de Caracas fue proyectado bajo el nombre de Sambil La Candelaria; sin embargo, tras casi encontrarse finalizado el edificio el entonces presidente de Venezuela, Hugo Chávez, decidió expropiarlo, argumentando que iba a generar mucho tráfico, por lo cual nunca pudo abrir el servicio comercial. Chávez propuso que el espacio fuera convertido en una escuela, una clínica o una universidad, sin embargo, el espacio fue usado como refugio de damnificados, y luego como depósito de bienes de los programas gubernamentales.

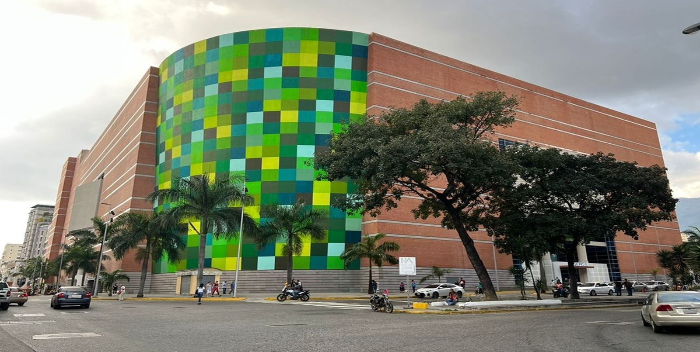
Fachada exterior del Centro Sambil La Candelaria.

El 18 de marzo de 2022, el espacio fue devuelto a sus dueños. A través de redes sociales, se divulgó una foto errónea sobre el estado del espacio comercial; la misma fotografía pertenecía a un centro comercial ubicado en Ohio, Estados Unidos. El centro comercial fue inaugurado parcialmente el 30 de noviembre de 2022, con 40 locales comerciales. El Centro Sambil La Candelaria fue inaugurado oficialmente el 28 de mayo de 2023.

### Centro Sambil Barquisimeto

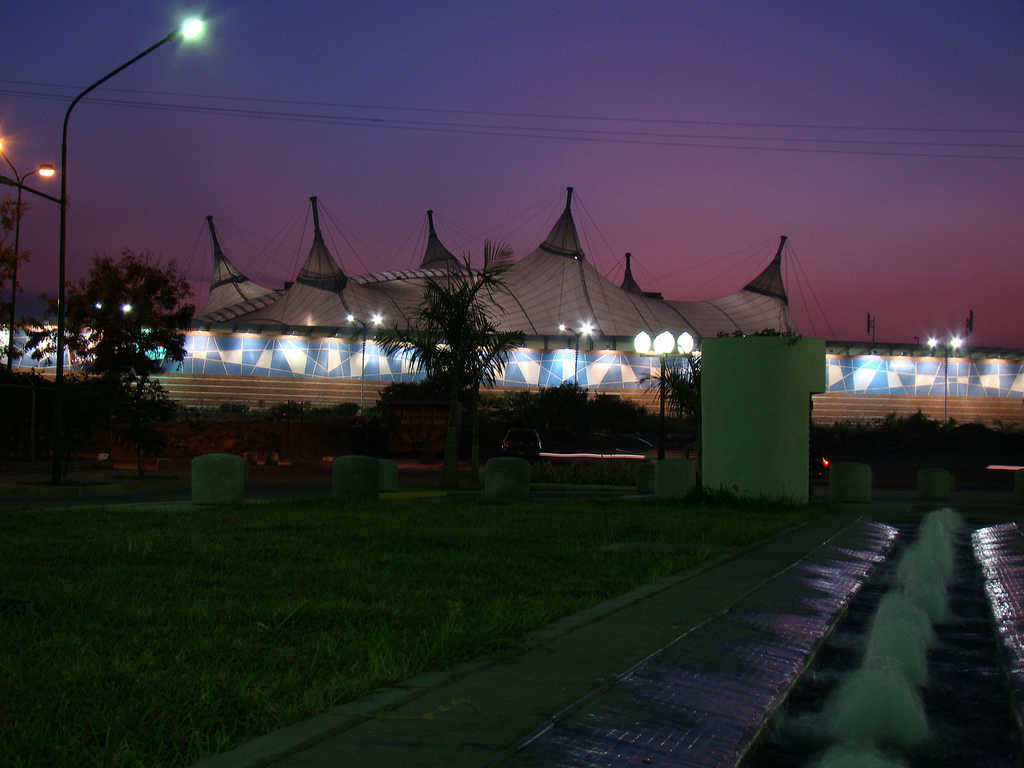
Vista del Centro Sambil Barquisimeto.

Inaugurado el 25 de junio de 2008, el Centro Sambil Barquisimeto se encuentra ubicado entre las Av. Venezuela, Av. Críspulo Benítez y la Av. Bracamonte, Barquisimeto, Municipio Iribarren Estado Lara en una parcela aproximada de 108.650,33 m².
En octubre de 2007, fue preinaugurada la primera etapa de este centro, con algunos locales comerciales y de venta de alimentos.
En 2009, el proyecto recibió el Premio Construcción otorgado por la Cámara Venezolana de la Construcción.
Su estructura tiene la forma de un cuatro (instrumento musical), tomando en cuenta que a la ciudad de Barquisimeto se le conoce por antonomasia como "la capital musical de Venezuela".

### Centro Sambil Paraguaná

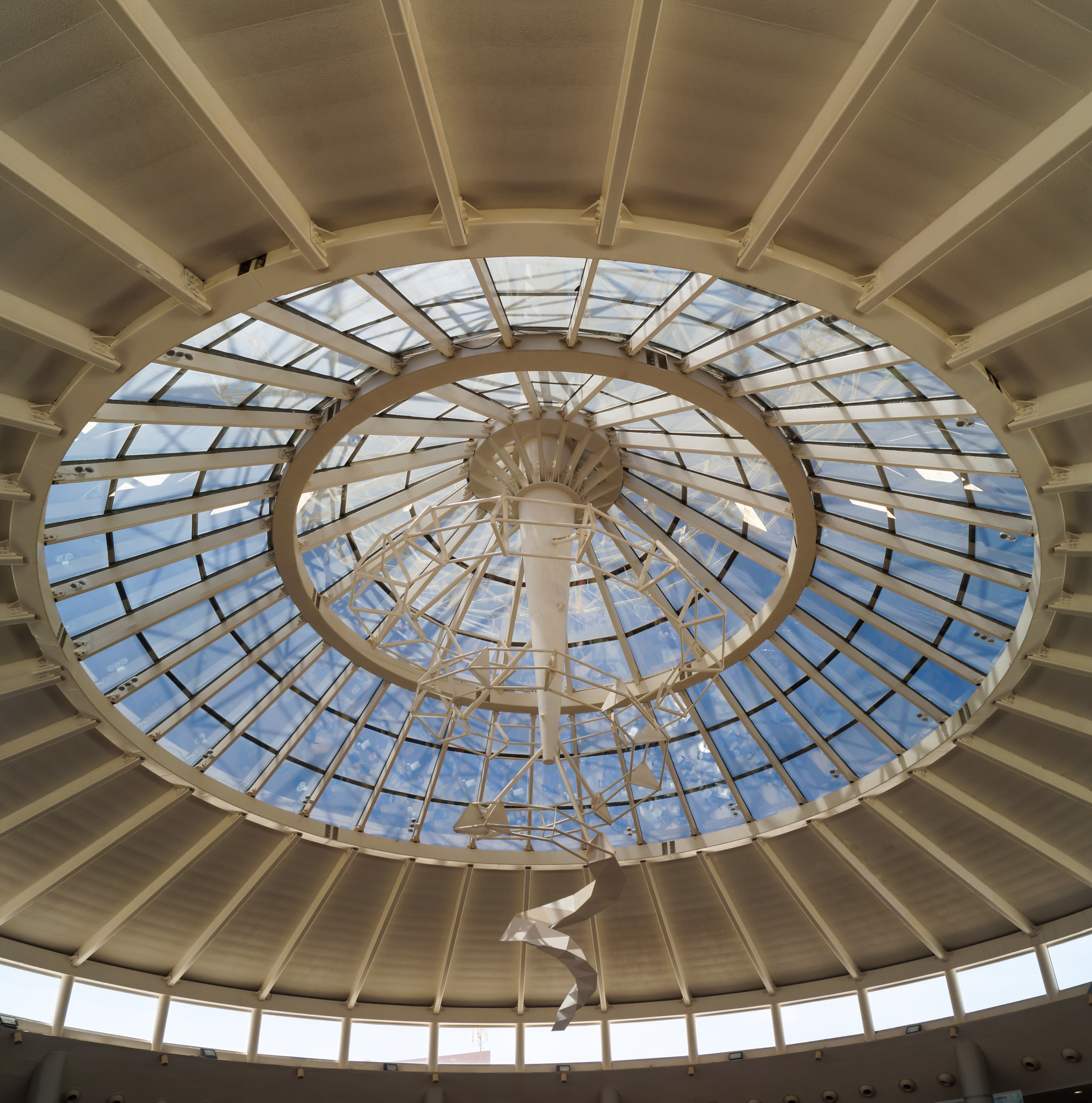
Interior de la Cúpula en el Centro Sambil Paraguaná.

El Centro Sambil Paraguaná se inauguró en 2009 en la ciudad de Punto Fijo y tiene la forma de un espiral, inspirado en los fuertes vientos que continuamente azotan la región; un techo central de cristal y una escultura de hélice de metal.

### Centro Sambil Santo Domingo
Es unos de los Centros Comerciales más grandes de la ciudad de Santo Domingo, la capital de República Dominicana, fue inaugurado el 30 de mayo de 2012, con la presencia del presidente Danilo Medina. Posee 350 locales y 195.000 metros cuadrados de construcción.

### Centro Sambil Willemstad

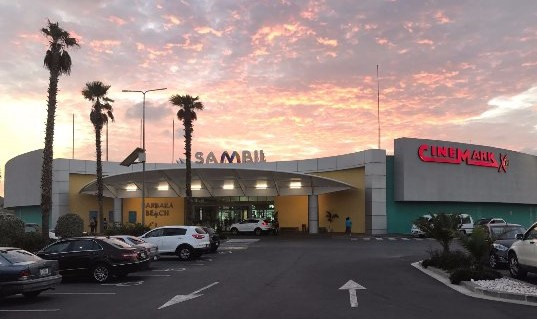
Fachada exterior del Centro Sambil Willemstad, en Curazao.

Es el centro comercial más grande y novedoso de la ciudad de Willemstad, de Curazao y todo el Caribe neerlandés, el único de servicio completo con horarios ampliados, en un sitio de gran atractivo para lugareños y turistas. En mayo de 2015, Sambil Curazao fue el anfitrión de una fiesta de inauguración para promover las singulares oportunidades y el servicio que está ofreciendo a la isla.

### Sambil Outlet Madrid
Ubicado en Leganés, Madrid, España, es el centro comercial outlet más grande de España, con más de 40.000 metros cuadrados. Fue inaugurado el 24 de marzo de 2017, con la presencia de la directiva del Grupo Sambil, el viceconsejero de Economía e Innovación, Javier Ruiz, la directora general de Comercio y Consumo, María José Pérez-Cejuela y el alcalde de Leganés, Santiago Llorente.

## Posibilidades de otros centros
En 2011, decidieron pensar y no descartar la idea de hacer un mall en Cúcuta, Colombia.